# Enrico Adami Rossi
Enrico Adami Rossi (Cagliari, 11 gennaio 1880 – Roma, 12 luglio 1963) è stato un generale italiano.

## Biografia
Partecipò alla prima guerra mondiale col grado di maggiore di cavalleria. Impiegato presso il Comando supremo si distinse sul campo nelle azioni ricognitive fin nelle linee più avanzate alla ricerca di informazioni sul nemico. Fu decorato con due medaglie di bronzo e una d'argento.
Nel 1935 ottenne la nomina a generale di brigata e nel 1941 comandò la difesa territoriale di Bari, dove insieme al generale De Biase condusse l'inchiesta interna avviata dal Regio Esercito sulla condotta del generale Nicola Bellomo per i fatti di Torre Tresca scagionandolo.
Dall'11 gennaio 1942 transitò nella riserva per età e si trasferì a comandare la Difesa territoriale di Firenze.
L'11 luglio 1943 fu nominato comandante della difesa territoriale di Torino.
Dopo la caduta del Fascismo (25 luglio 1943), il 18 agosto applicò con rigore la circolare emanata da Pietro Badoglio e Mario Roatta per il ripristino dell'ordine pubblico e diede ordine di sparare sugli operai in sciopero, uccidendone alcuni. L'episodio è ricordato nella Badoglieide, canzone satirica composta da alcuni partigiani nell'aprile del 1944, che ha per bersagli polemici Badoglio, il re e il fascismo:
I detenuti politici evasi dal carcere furono colpiti il 1º agosto da un ordine di Adami Rossi, che intimava loro di costituirsi: furono arrestati il comunista Dante Conti e il socialista Giuseppe Saragat.
All'armistizio dell'8 settembre 1943 il comando militare dell'intera piazza di Torino è delegato al generale Adami Rossi che, dopo la fuga di Vittorio Emanuele III da Roma (vedi Mancata difesa di Roma), si ritrova privo di ordini e questo nonostante che i partiti antifascisti si fossero offerti di opporre resistenza alle truppe tedesche. Il 9 settembre, Adami Rossi ordinò a tutti soldati di rimanere consegnati nelle rispettive caserme e il giorno successivo inviò due ufficiali del suo stato maggiore a trattare la resa. Il 2º reggimento del 1. SS-Panzer-Division "Leibstandarte SS Adolf Hitler" occupò Torino e immediatamente i tedeschi procedettero ad internare i militari italiani in Germania ed affidarono l'ordine pubblico ai carabinieri. Come conseguenza dello svuotamento delle caserme nei giorni seguenti avvennero i primi saccheggi di materiale abbandonato il che spinse il comando tedesco, attraverso Adami Rossi, a diramare un avviso in cui si comminava la pena capitale per "gli atti di sabotaggio".
L'11 ottobre 1943 a Mantova aderì alla Repubblica Sociale Italiana e l'11 novembre successivo fu nominato comandante militare regionale della Toscana e della difesa territoriale di Firenze, ricongiungendosi con la famiglia, che conservò il domicilio nella città toscana.
Nel febbraio costituì il Tribunale straordinario militare di cui divenne presidente. Il 6 marzo 1944 i partigiani occuparono la cittadina di Vicchio e procedettero all'uccisione di diversi simpatizzanti fascisti presi prigionieri Un seguente rastrellamento a Vicchio portò alla cattura di una trentina di renitenti alla leva e sospetti partigiani. Il Tribunale straordinario militare decretò la pena capitale per cinque di questi. Pochi giorni dopo, il 24 marzo, il medesimo tribunale decretò la fucilazione di altri due renitenti a Pisa .
Il 5 aprile 1945 fu nominato responsabile del Comando Militare Regionale piemontese. Il 26 aprile 1945 a Torino si svolse l'ultima riunione dei vertici militari della RSI in cui si discusse il piano denominato "Esigenza Z.2" che prevedeva il ritiro dell'esercito nel Ridotto Alpino Repubblicano nel corso della quale probabilmente fu proprio Adami Rossi ad affidare a Giovanni Cabras l'incarico di guidare la colonna fuori dalla città.

### Il dopoguerra
Nel maggio 1945, fu preso prigioniero dagli americani e rinchiuso nel campo di concentramento di Coltano. In questo periodo fu richiesto dal generale Nicola Bellomo come testimone nel processo che lo vedeva protagonista, ma non gli fu permesso di testimoniare. Bellomo fu poi fucilato dagli inglesi al termine di un controverso processo.
Processato dalla Corte d'Assise di Firenze che lo riconobbe colpevole di collaborazionismo per aver favorito la costituzione dei tribunali straordinari militari, fu condannato inizialmente alla pena capitale e alla confisca di tutti i beni, ma la sentenza fu annullata in Cassazione. Nuovamente processato, fu condannato a ventiquattro anni di prigione. In un altro processo parallelo fu condannato invece a tre anni per non aver opposto resistenza contro i tedeschi dopo l'armistizio dell'8 settembre 1943 a Torino. Tornò comunque subito in libertà. Il 19 novembre 1953 fu definitivamente assolto dalla Corte suprema di cassazione e reintegrato nel grado, ottenendo la restituzione dei propri beni.
Divenne consultore nazionale dell'Unione nazionale combattenti della Repubblica sociale italiana fin dalla sua costituzione.
Il nome di Enrico Adami-Rossi figura nell'elenco CROWCASS (Central Registry of War Criminals and Security Suspects) (1947), compilato dagli Alleati anglo-americani, delle persone ricercate dalla Gran Bretagna per crimini di guerra.